# Petru-Alexandru Luncanu
Petru-Alexandru Luncanu (* 7. Mai 1989 in Bukarest) ist ein rumänischer Tennisspieler.

## Karriere
Petru-Alexandru Luncanu spielt hauptsächlich auf der ATP Challenger Tour und der ITF Future Tour. Er feierte bislang 8 Einzel- und 17 Doppelsiege auf der Future Tour. Auf der Challenger Tour gewann er bis jetzt das Doppelturnier in Sibiu im Jahr 2015.
Auf der World Tour bekam er erstmals 2009 in Bukarest eine Wildcard für das Hauptfeld, wo er in der ersten Runde gegen Marcel Granollers verlor. Für das Turnier in St. Petersburg im selben Jahr konnte er sich durch drei Siege in der Qualifikation qualifizieren, verlor aber gegen Jérémy Chardy in der ersten Runde des Hauptfeldes. Im Doppel bekam er erstmals 2008 in Bukarest eine Wildcard für ein Hauptfeld, wo er an der Seite von Marius Copil in der ersten Runde auf Denis Gremelmayr und Frank Moser traf und klar in zwei Sätzen verlor. Gleiches passierte im Jahr 2009 in Bukarest an der Seite von Adrian Cruciat gegen Łukasz Kubot und Oliver Marach sowie 2011 ebenfalls in Bukarest an der Seite von Victor Crivoi gegen Daniele Bracciali und Potito Starace.
Petru-Alexandru Luncanu spielt seit 2012 für die rumänische Davis-Cup-Mannschaft. Für diese trat er in einer Begegnung an, wobei er im Einzel eine Bilanz von 0:2 aufzuweisen hat.

## Erfolge
| Legende (Anzahl der Siege)  |
| Grand Slam                  |
| ATP World Tour Finals       |
| ATP World Tour Masters 1000 |
| ATP World Tour 500          |
| ATP World Tour 250          |
| ATP Challenger Tour (1)     |

### Doppel

#### Turniersiege
| Nr. | Datum              | Turnier | Belag | Partner       | Finalgegner                  | Ergebnis |
| --- | ------------------ | ------- | ----- | ------------- | ---------------------------- | -------- |
| 1.  | 26. September 2015 | Sibiu   | Sand  | Victor Crivoi | Ilija Bozoljac Dušan Lajović | 6:4, 6:3 |